# Saulius Skvernelis
Saulius Skvernelis (Kaunas, 1970. július 23. –) litván politikus, a Seimas tagja, 2016-tól 2020-ig miniszterelnök. Korábban országos rendőrfőkapitányként, 2014 és 2016 között pedig belügyminiszterként szolgált.

## Életpályája
1994-ben végzett a Vilnius Gediminas Műszaki Egyetemen, és a litván rendőrakadémián kapott állást.
1998-tól a közlekedésrendészet felügyelője volt a Trakai körzetben. Több előléptetés után 2011. március 7-én országos főkapitánnyá nevezték ki.
2012-ben heves bírálatok érték, amikor a rendőrség 240 rendőr kíséretével visszatoloncoltatott biológiai anyjához egy kiskorú lányt. A lány tanúként szerepelt az anyja elleni pedofíliaperben.

## Politikusi karrierje
2014. november 5-én Dalia Grybauskaitė elnök belügyminiszterré nevezte ki. A kormánykoalíció egyik pártja, a Rend és Igazság jelölte a pozícióra, noha Skvernelis nem volt tagja a pártnak.
2015–16-ban az ország egyik legnépszerűbb politikusának számított. 2016-ban a Litván Gazdálkodók és Zöldek Szövetsége színeiben indult az országgyűlési választásokon, ezért le kellett köszönnie a belügyminiszterségről. Pártonkívüliként vezette a párt listáját, és meglepetésszerű győzelmet szerzett a Gazdálkodóknak és Zöldeknek, akik korábban csak egy képviselővel rendelkeztek a Seimasban, ekkor azonban 54 képviselői helyhez jutottak.
A koalíciós tárgyalások következményeként Skvernelis 2016. december 13-án a Gazdálkodók és Zöldek Szövetsége, valamint a Litván Szociáldemokrata Párt alkotta kormány miniszterelnöke lett. 2018. február 14-én egy LMBT-gyűlésen felszólította a Seimast, hogy ismerje el az azonos neműek élettársi kapcsolatát.
Skvernelis indult a 2019-es elnökválasztáson, de az első fordulóban csak a harmadik helyet érte el, így nem került be a második fordulóba. Május 13-án bejelentette, hogy július 12-én lemond a miniszterelnökségről.

## Fordítás
Ez a szócikk részben vagy egészben  a   Saulius Skvernelis című angol Wikipédia-szócikk ezen változatának fordításán alapul.  Az eredeti cikk szerkesztőit annak laptörténete sorolja fel. Ez a jelzés csupán a megfogalmazás eredetét és a szerzői jogokat jelzi, nem szolgál a cikkben szereplő információk forrásmegjelöléseként.